# Dschazzar-Pascha-Moschee
Die israelische Dschazzar-Pascha-Moschee (arabisch مسجد الجزار Masǧid al-Ǧazzār ‚Moschee des Schlächters‘, hebräisch מִסְגַּד אַל-גַ'זָּאר Misgad al-Dʒazzār; türkisch Cezzâr Paşa Câmiî), auch bekannt als die Weiße Moschee, befindet sich an der El-Jazzar-Straße innerhalb der Mauern der Altstadt von Akkon, mit Blick auf das östliche Mittelmeer. Sie ist nach dem osmanischen Gouverneur Cezzâr Ahmed Pascha benannt.

## Geschichte
Die Dschazzar-Pascha-Moschee war das Hauptprojekt des osmanischen Gouverneurs von Sidon im späten 18. Jahrhundert, Cezzar Ahmet Pascha, der sowohl für seine Grausamkeit als auch für seine beeindruckenden öffentlichen Bauwerke bekannt war, ebenso wie für die Bezwingung von Napoleon Bonaparte bei der Belagerung von Akkon im Jahre 1799. Ahmet Pascha ordnete den Bau der Moschee im Jahre 1781 an. Die Moschee als religiöse Stätte bildet mit Akkos Zitadelle (Militärstandort) und dem Alten Serail (Verwaltung) das ehemalige regionalen Regierungsviertel. Die Moschee wurde über ehemaligen muslimischen (Große Freitagsmoschee bis 1104) und christlichen Gebetshäusern (Kreuzkathedrale (Akkon)) errichtet. Vollführt wurde ihr Bau von 1775 bis 1805. Zum Bau verwendete man Säulen, welche aus römischen und byzantinischen Ruinen in Caesarea und Tyros herbeigeschafft wurden. Dazu gehörte auch eine Schule für Islamstudien, die später als religiöses Gericht genutzt wurde. Die Steinmetze und Maurer der Moschee waren Griechen. Im Eingangstor gibt es eine Tughra auf einer Marmorscheibe, in welcher der damals herrschende Sultan, sein Vater und der Spruch „immer siegreich“ verewigt ist.
Zusätzlich zur Moschee wurden ein Mausoleum (Türbe) sowie ein kleiner Friedhof errichtet, in dem die Gräber von Ahmet Pascha und seinem Nachfolger, Süleyman Pascha el-Adil, sowie von deren Verwandten enthalten sind.

## Architektur
Die Dschazzar-Pascha-Moschee ist ein exzellentes Beispiel osmanischer Architektur, das byzantinische und persische Stile miteinander verschmolz. Einige ihrer Bestandteile sind die grüne Kuppel und das Minarett, ein Sabil mit grünem Dach neben ihren Treppen (ein sogenannter Köşk, der von Abdülhamid II. errichtet wurde, für den Ausschank von gekühltem Trinkwasser und Getränken) und ein großer Riwaq (Eingangsarkade).
Diese Moschee, welche die Skyline von Akkon dominiert, hieß ursprünglich Mescid-ül Enver (Masdschid al-Anwar, Moschee der Lichter) und ist wegen ihrer früher silberweißen Kuppel auch als die Weiße Moschee bekannt. Inzwischen ist die Kuppel grün bemalt. Das Minarett hat eine Wendeltreppe mit 124 Stufen.
In Israel außerhalb Jerusalems ist die Dschazzar-Pascha-Moschee die architektonisch bedeutendste Moschee, und sie ist die zweitgrößte nach der 2014 eröffneten Achmat-Kadyrow-Moschee in Abu Gosch.

## Prophetenhaar
Die Dschazzar-Pascha-Moschee beherbergt auch die Schar en-Nabi (türkisch şa'r ün-Nebi), ein Haar (bzw. eine Locke) aus dem Barte des Islampropheten Mohammed. Die Schar en-Nabi wurde immer am Fest des Fastenbrechens, das den Fastenmonat Ramadan beendete, bei einer Parade durch Akkon vorgezeigt, wird heute jedoch nur noch der Gemeinde gezeigt. Diese Reliquie wird innerhalb der Moschee in einer Vitrine aufbewahrt.

## Galerie

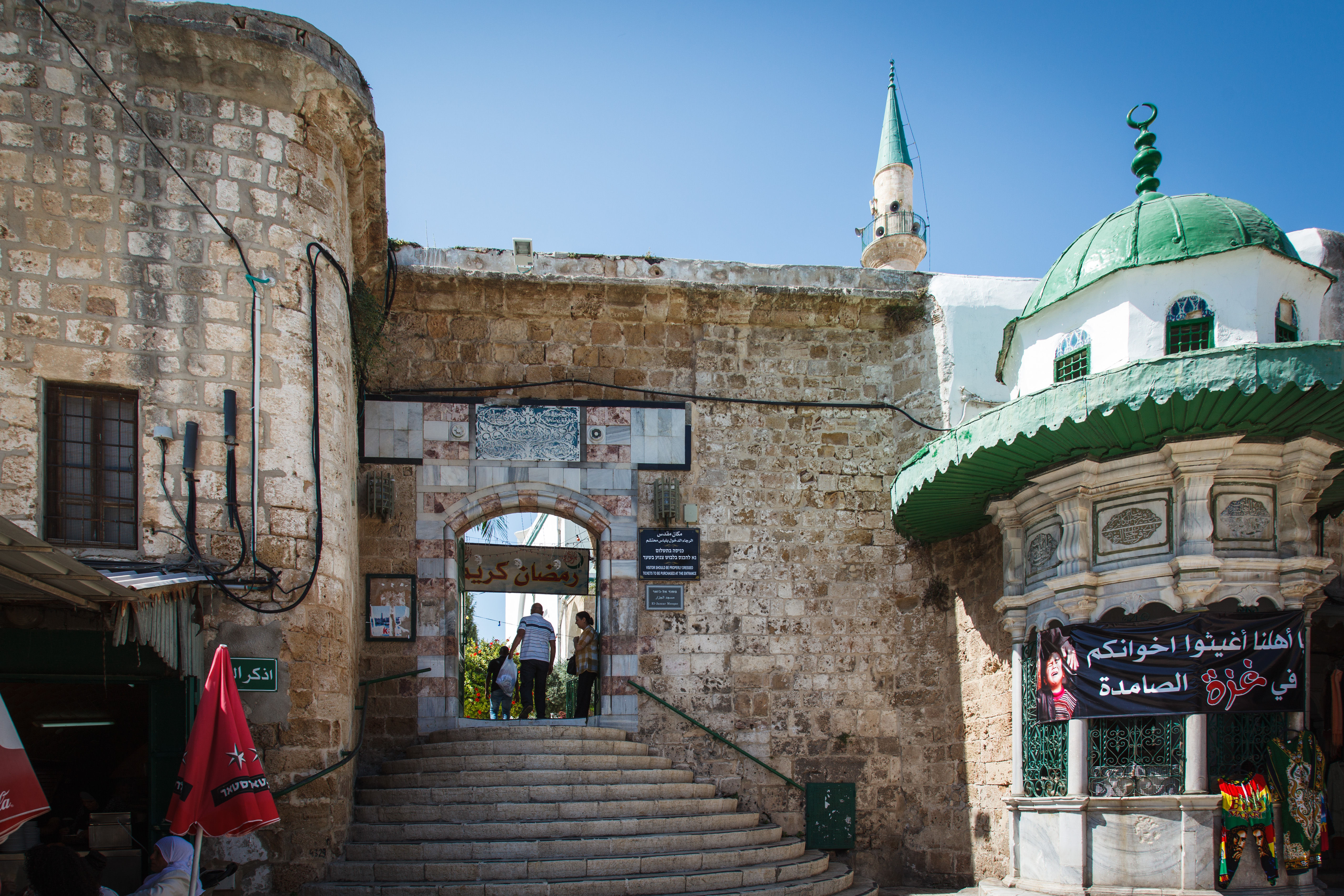
Eingang zur Moschee, mit dem Sabil rechts der Stufen.
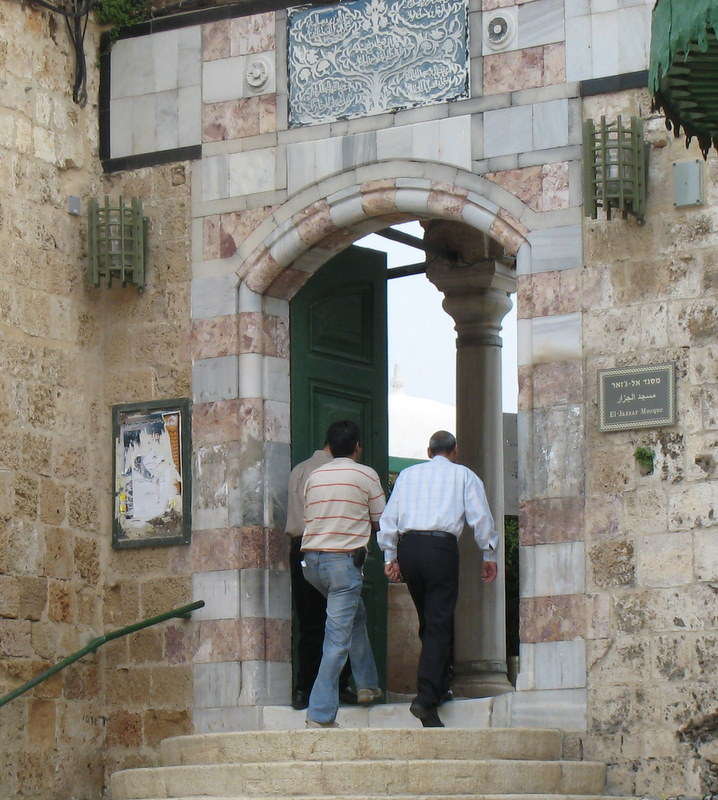
Eingang zur Dschazzar-Pascha-Moschee
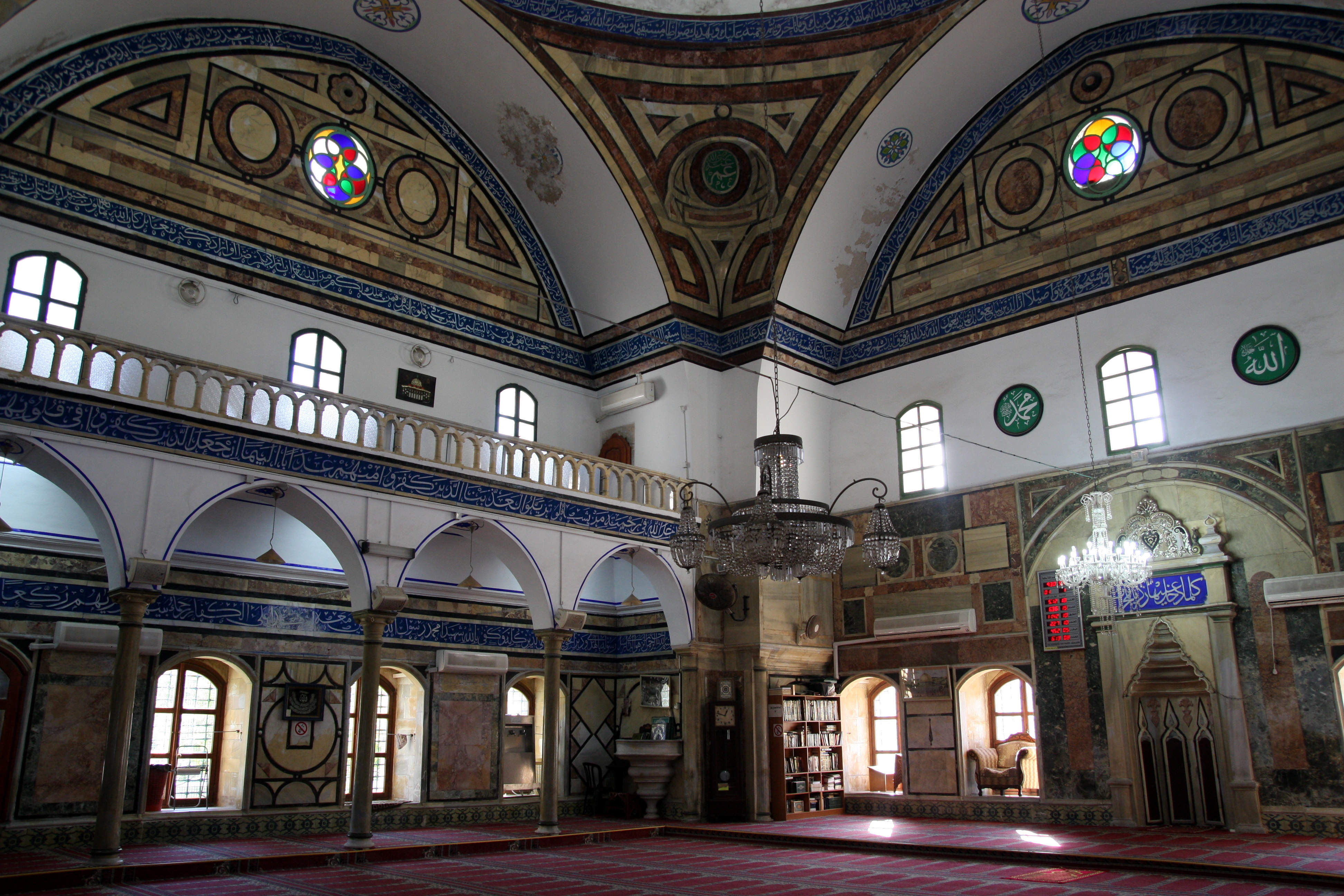
Inneres der Dschezzar-Pascha-Moschee
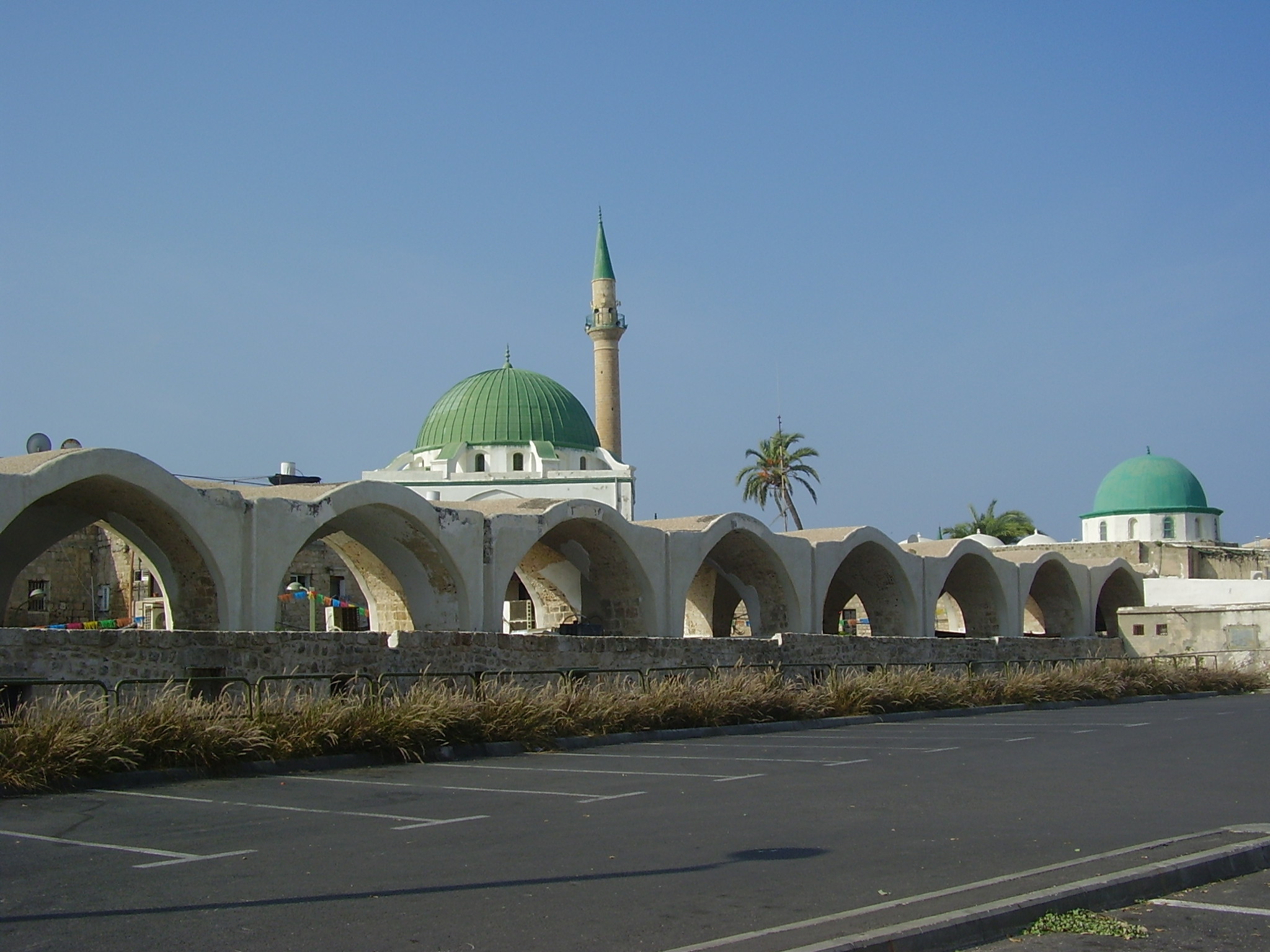
Sicht mit Weißem Basar im Vordergrund